# Adler Trumpf

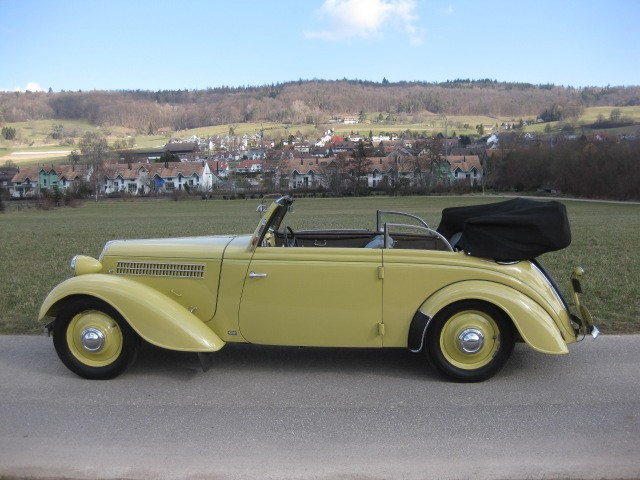
Adler Trumpf 1.7 Liter EV Karmann 1937

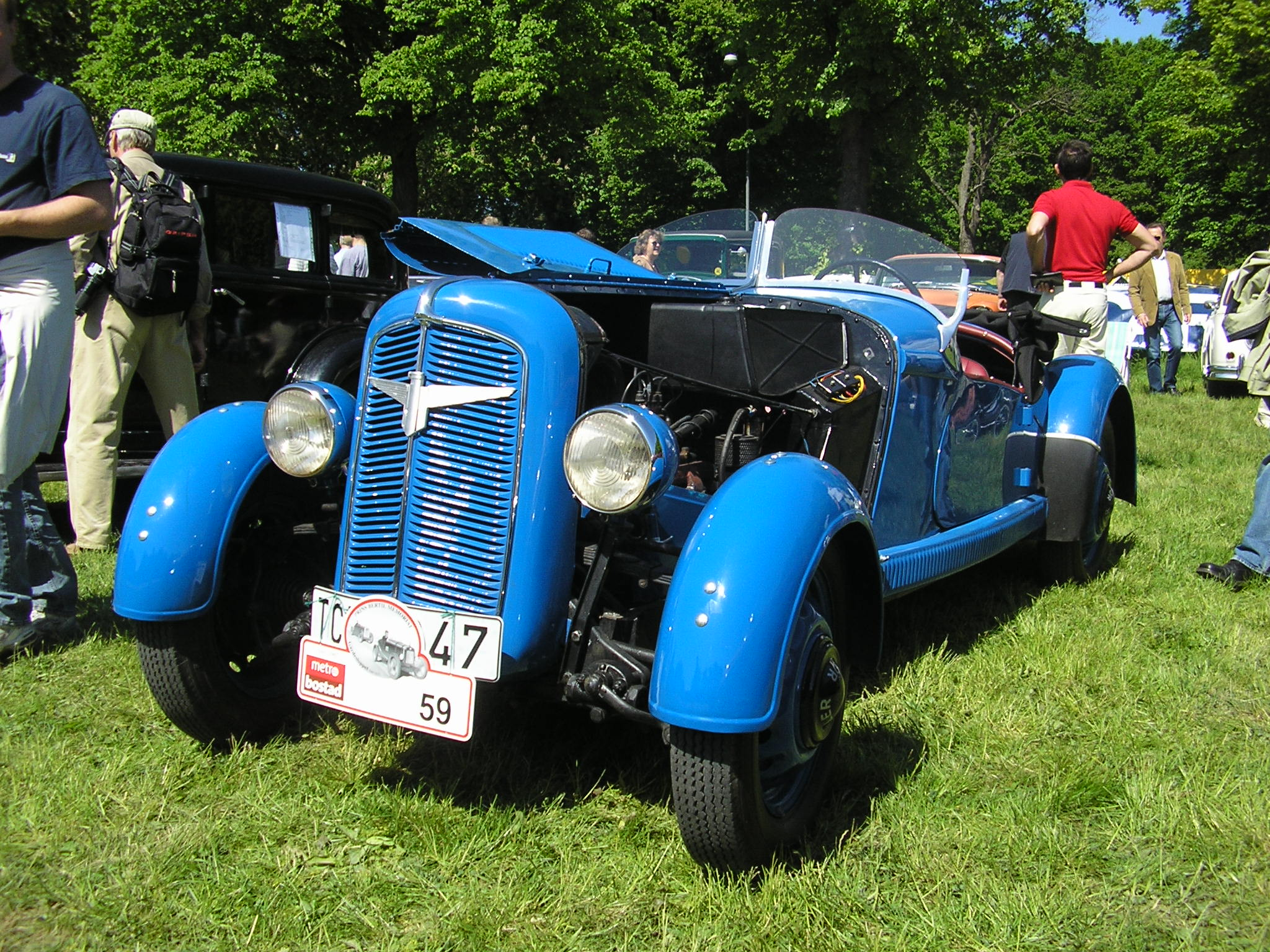
Adler Trumpf Sport (1937)

Der Adler Trumpf ist ein PKW-Modell, das die Frankfurter Adlerwerke vorm. H. Kleyer ab 1932 anboten. Es hatte die gleichen Motoren (1,5 Liter bzw. 1,65 Liter Hubraum) wie das Schwestermodell Primus, jedoch im Unterschied zu diesem Frontantrieb. Die moderne Konstruktion stammte von Hans Gustav Röhr. Bis 1936 wurden von den ersten Ausführungen 18.600 Fahrzeuge verkauft.
Vom Nachfolgemodell 1,7 Liter EV, das nur mit dem 1,65-Liter-Motor erschien, wurden 7003 Fahrzeuge bis 1938 gebaut. Als Besonderheit galt das Ausgleichsgetriebe in einem Block mit einem geräuscharmen dritten Gang. Nachfolgemodell war ab 1938 der Adler 2 Liter.

## Technische Daten
| Typ                   | 1,5 Liter AV                               | Sport                                      | 1,7 Liter AV                               | 1,7 Liter EV                               |
| --------------------- | ------------------------------------------ | ------------------------------------------ | ------------------------------------------ | ------------------------------------------ |
| Bauzeitraum           | 1932–1934                                  | 1933–1935                                  | 1933–1936                                  | 1936–1938                                  |
| Aufbauten             | L2, L4, Cb2                                | R2                                         | L2, L4, Cb2                                | L4, Cb2                                    |
| Motor                 | 4-Zylinder-Reihenmotor, 4-Takt-Ottoprinzip | 4-Zylinder-Reihenmotor, 4-Takt-Ottoprinzip | 4-Zylinder-Reihenmotor, 4-Takt-Ottoprinzip | 4-Zylinder-Reihenmotor, 4-Takt-Ottoprinzip |
| Ventile               | stehend (sv)                               | stehend (sv)                               | stehend (sv)                               | stehend (sv)                               |
| Bohrung × Hub         | 71 mm × 95 mm                              | 74,25 mm × 95 mm                           | 74,25 mm × 95 mm                           | 74,25 mm × 95 mm                           |
| Hubraum               | 1504 cm³                                   | 1645 cm³                                   | 1645 cm³                                   | 1645 cm³                                   |
| Nennleistung          | 32–33 PS (23,5–24,2 kW)                    | 47 PS (34,6 kW)                            | 38 PS (27,9 kW)                            | 38 PS (27,9 kW)                            |
| Verbrauch             | 10 l/100 km                                | 15 l/100 km                                | 11 l/100 km                                | 12 l/100 km                                |
| Höchstgeschwindigkeit | 95 km/h                                    | 115 km/h                                   | 100 km/h                                   | 102 km/h                                   |
| Leergewicht           | 950–990 kg                                 | 950 kg                                     | 950–990 kg                                 | 1100–1140 kg                               |
| zul. Gesamtgewicht    | 1300–1340 kg                               | 1200 kg                                    | 1300–1340 kg                               | 1420–1460 kg                               |
| Bordspannung          | 6 Volt                                     | 6 Volt                                     | 6 Volt                                     | 6 Volt                                     |
| Länge                 | 4150 mm                                    | 4150 mm                                    | 4150 mm                                    | 4150 mm                                    |
| Breite                | 1600 mm                                    | 1600 mm                                    | 1600 mm                                    | 1600 mm                                    |
| Höhe                  | 1580 mm                                    | 1550 mm                                    | 1580 mm                                    | 1580 mm                                    |
| Radstand              | 2825 mm                                    | 2825 mm                                    | 2825 mm                                    | 2920 mm                                    |
| Spur vorn / hinten    | 1250 mm / 1250 mm                          | 1250 mm / 1250 mm                          | 1250 mm / 1250 mm                          | 1300 mm / 1300 mm                          |
| Wendekreis            | 11,6 m                                     | 11,6 m                                     | 11,6 m                                     | 12,3 m                                     |

- L2 = 2-türige Limousine
- L4 = 4-türige Limousine
- Cb2 = 2-türiges Cabriolet
- R2 = 2-türiger Roadster

## Quelle
- Werner Oswald: Deutsche Autos 1920–1945. 10. Auflage. Motorbuch Verlag, Stuttgart 1996, ISBN 3879435197.